# Tachyta
Tachyta är ett släkte av skalbaggar som beskrevs av Kirby 1837. Tachyta ingår i familjen jordlöpare.
Kladogram enligt Catalogue of Life och Dyntaxa:

## Bildgalleri

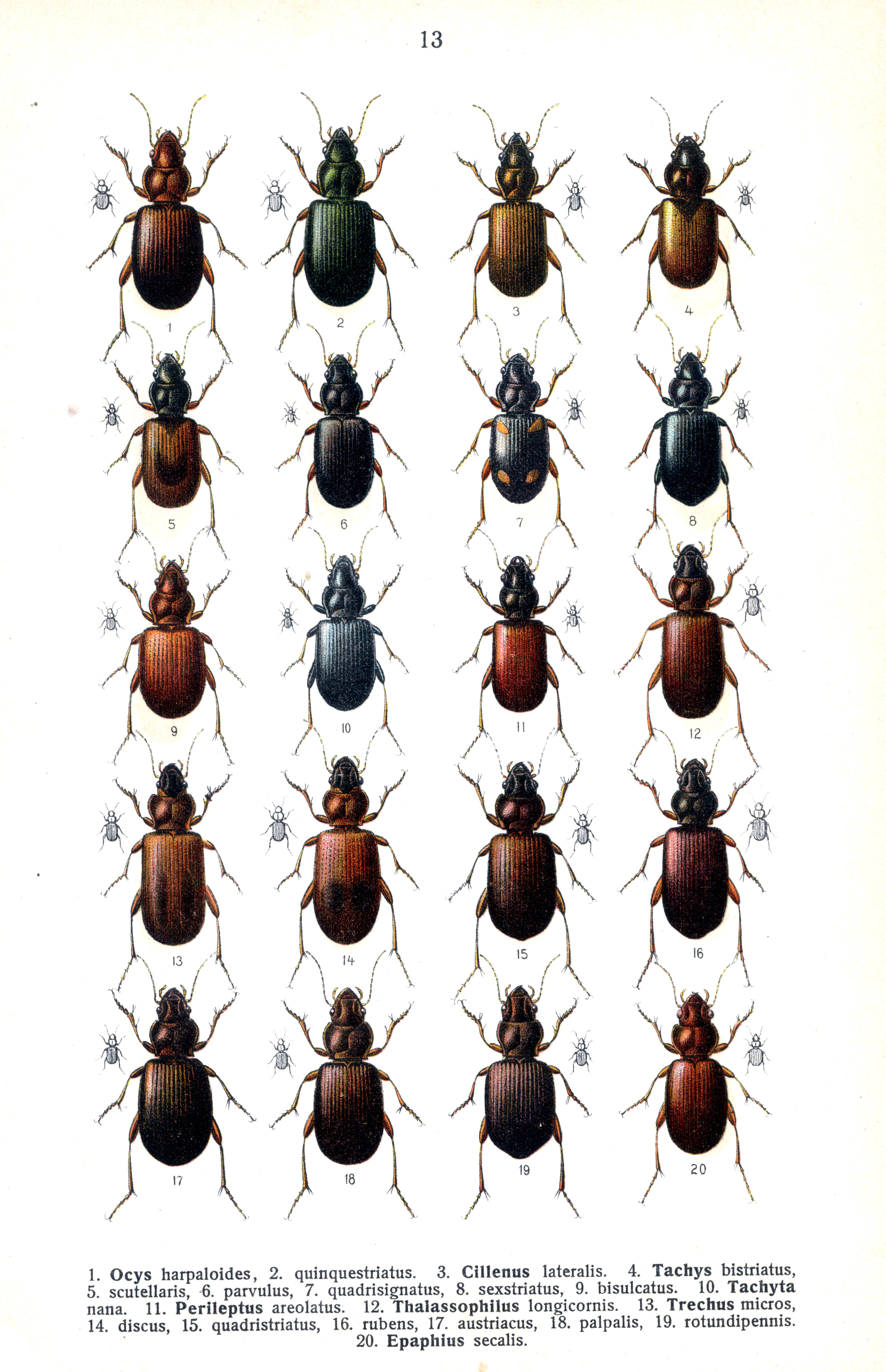
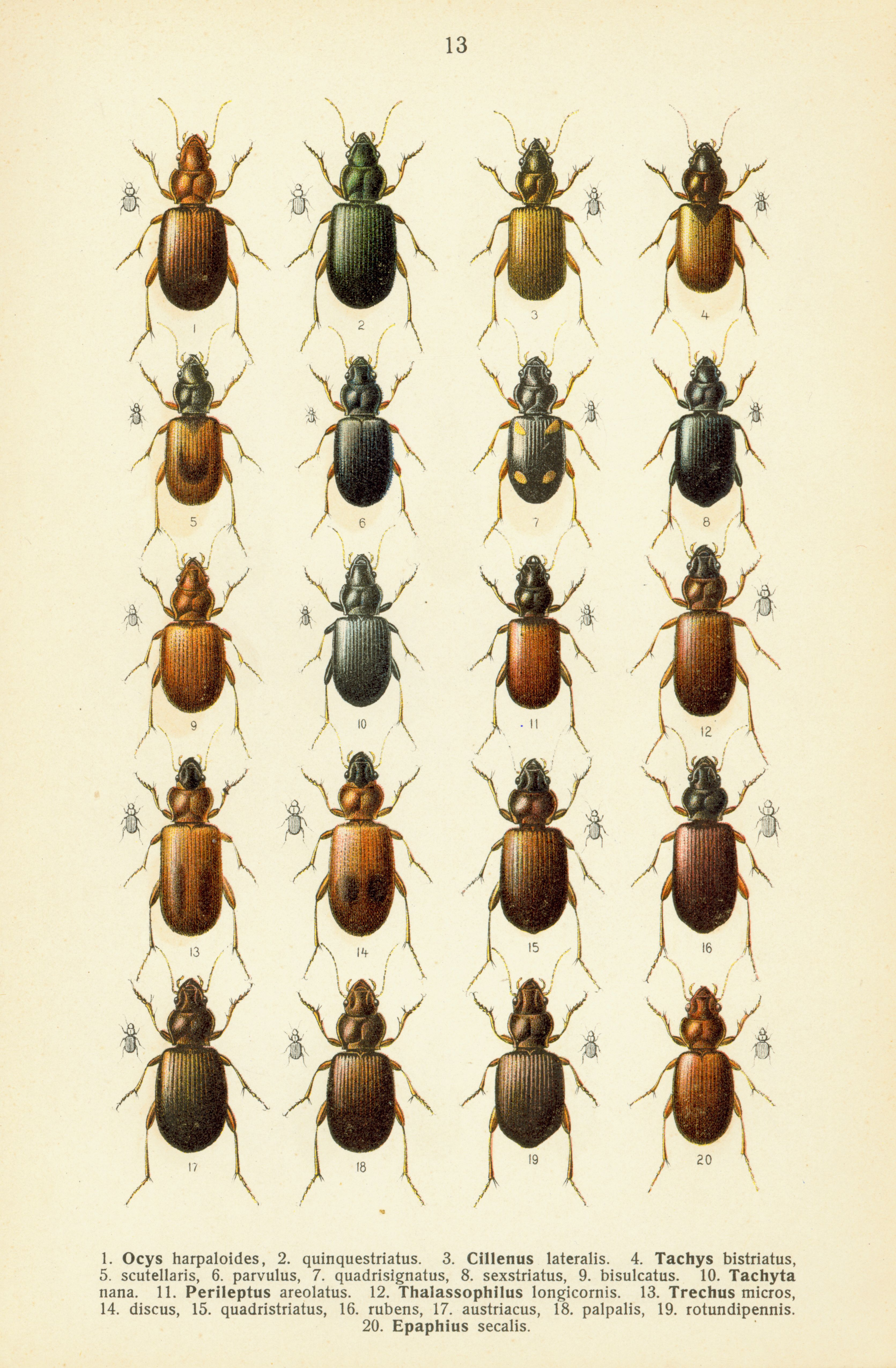
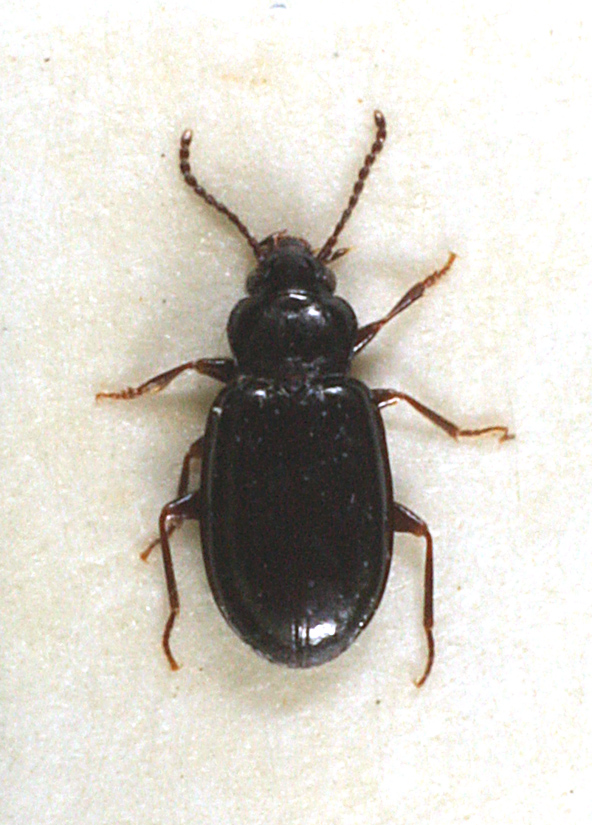